# ماتيوس مانشيني
ماتيوس مانشيني هو لاعب كرة قدم برازيلي في مركز الدفاع، ولد في 14 سبتمبر 1994 في ريبيراو بريتو في البرازيل. لعب مع أتلتيكو مينيرو.

## وصلات خارجية
- ماتيوس مانشيني على موقع قاعدة بيانات كرة القدم.إي يو (الإنجليزية)
- ماتيوس مانشيني على موقع Soccerway.com (الإنجليزية)